# Eoscarta roseinervis
Eoscarta roseinervis är en insektsart som beskrevs av Schmidt 1925. Eoscarta roseinervis ingår i släktet Eoscarta och familjen spottstritar. Inga underarter finns listade i Catalogue of Life.